# Whole Lotta History
Whole Lotta History – czwarty i ostatni singel Girls Aloud z ich trzeciego studyjnego albumu Chemistry. Dotarł do miejsca #6 w Wielkiej Brytanii, do miejsca #18 w Irlandii, do #32 w Grecji oraz do miejsca #76 w Polsce. Wydany 13 marca 2006, sprzedał się w ilości 38 tysięcy egzemplarzy.

## Lista utworów
| #           | Tytuł                                              | Długość |
| ----------- | -------------------------------------------------- | ------- |
| CD single 1 |                                                    |         |
| 1.          | "Whole Lotta History"                              | 3:47    |
| 2.          | "Crazy Fool"                                       | 3:34    |
| CD single 2 |                                                    |         |
| 1.          | "Whole Lotta History"                              | 3:47    |
| 2.          | "Whole Lotta History" [Whole Lotta Lamezma Mix]    | 5:09    |
| 3.          | "Teenage Dirtbag" [Live at Carling Academy London] | 4:14    |
| 4.          | "Whole Lotta History" [Video]                      | 3:42    |
| 5.          | "Whole Lotta History" [Karaoke Video]              | 3:42    |
| 6.          | "Whole Lotta History" [Game]                       |         |

## Pozycje na listach
| Lista (2006)        | Najwyższa pozycja |
| ------------------- | ----------------- |
| UK Singles Chart    | 6                 |
| Irish Singles Chart | 18                |
| UK Download Chart   | 23                |
| Grecja              | 32                |
| Polska              | 76                |